# Stefano Braschi
Stefano Braschi (født 6. juni 1957) er en tidligere italiensk fodbolddommer. Han dømte internationalt under det internationale fodboldforbund, FIFA, fra 1996 til 2002, hvor han afsluttede sin karriere da han faldt for aldersgrænsen på 45 år for internationale dommere. Inden han sluttede sin karriere nåede han at dømme Champions League-finalen i 2000 mellem Real Madrid og Valencia, der endte 3-0 til Real Madrid.